# Agrostis sodiroana
Agrostis sodiroana é uma espécie de gramínea do gênero Agrostis, pertencente à família Poaceae.